# È
È (gemenform: è) är den latinska bokstaven E med det diakritiska tecknet grav accent över. È används i bland annat italienska där den representerar ljudet [ɛ]. È bör inte blandas ihop med den identiska kyrilliska bokstaven Ѐ (Je med grav accent).